# جون سنغر سارغنت
جون سنغر سارغنت (بالإنجليزية: John Singer Sargent) (12 يناير 1856 في فلورنسا - 15 أبريل 1925 في لندن) فنان أمريكي مغترب، ويعتبر رسام بورتريه رائد في جيله. رسم نحو 900 لوحة زيتية وأكثر من 2000 لوحة مائية، بالإضافة إلى عدد لا يحصى من الرسومات بالفحم. توثق أعماله السفر في جميع أنحاء العالم، من البندقية إلى تيرول وكورفو والشرق الأوسط ومونتانا وماين وفلوريدا.
وُلد في فلورنسا لأبوين أمريكيين، وتلقى تدريبه في باريس قبل أن ينتقل إلى لندن، وعاش معظم حياته في أوروبا. تمتع بشهرة عالمية كرسام بورتريه. كان عرض لوحته في صالون باريس في الثمانينيات من القرن التاسع عشر، وهو بورتريه مدام إكس، يهدف إلى تعزيز موقعه كرسام مجتمع في باريس، ولكنه أدى بدلًا من ذلك إلى فضيحة. خلال العام التالي بعد الفضيحة، غادر إلى إنجلترا حيث واصل مسيرته المهنية الناجحة كفنان بورتريه.
منذ البداية، اتسم عمل سارغنت بقدرة فنية رائعة، لا سيما في قدرته على الرسم بالفرشاة، والتي أثارت في السنوات اللاحقة الإعجاب وكذلك النقد. أظهرت لوحات المناظر الطبيعية التي رسمها إلمامًا بالانطباعية. لاحقًا في حياته، أعرب سارغنت عن تناقض فيما يتعلق بالقيود المفروضة على العمل الشخصي الرسمي، وكرس الكثير من طاقته للرسم الجداري والعمل في الهواء الطلق. تجاهل مؤرخو الفن عمومًا فناني المجتمع مثل سارغنت حتى أواخر القرن العشرين.

## النشأة
سارغنت هو سليل إبيس سارغنت القائد العسكري الاستعماري والفيلسوف. قبل ولادة جون سينغر سارغنت، كان والده، فيتزويليام (مواليد 1820 غلوستر، ماساتشوستس)، جراح عيون في مستشفى ويلز للعيون في فيلادلفيا 1844-1854. بعد وفاة أخت جون الكبرى عن عمر يناهز الثانية، تعرضت والدته ماري نيوبولد سينغر (1826–1906)، للانهيار، وقرر الزوجان السفر للخارج للتعافي. ظلوا مغتربين لبقية حياتهم. على الرغم من وجودهما في باريس، إلا أن والدا سارغنت كانا ينتقلان بانتظام إلى البحر والمنتجعات الجبلية في فرنسا وألمانيا وإيطاليا وسويسرا.
بينما كانت ماري حامل، توقفوا في فلورنسا، توسكانا، بسبب وباء الكوليرا. وُلد سارغنت هناك عام 1856. وبعد عام ولدت أخته ماري. بعد ولادتها، استقال فيتزويليام على مضض من منصبه في فيلادلفيا وقبل طلب زوجته بالبقاء في الخارج. كانوا يعيشون بشكل متواضع على ميراث ومدخرات صغيرة ويعيشون حياة هادئة مع أطفالهم. لقد تجنبوا عمومًا المجتمع والأمريكيين الآخرين باستثناء الأصدقاء في عالم الفن. وُلد أربعة أطفال آخرين في الخارج.
على الرغم من أن والده كان مدرسًا صبورًا للمواد الأساسية، إلا أن سارغنت الصغير كان طفلًا مشاغبًا، وكان مهتمًا بالأنشطة الخارجية أكثر من دراسته. كما كتب والده في المنزل، إنه مراقب عن كثب للطبيعة المتحركة. كانت والدته مقتنعة بأن السفر في جميع أنحاء أوروبا، وزيارة المتاحف والكنائس، من شأنه أن يمنح الشاب سارغنت تعليمًا مرضيًا. فشلت عدة محاولات لجعله يدرس رسميًا، ويرجع ذلك في الغالب إلى حياتهم المتنقلة. كانت والدته فنانة هاوية بارعة وكان والده رسامًا طبيًا ماهرًا. في وقت مبكر، أعطته كراسات الرسم وشجعته على رسم الرحلات. عمل سارغنت على رسوماته، وقام بنسخ الصور بحماس من رسم مخططات تفصيلية للمناظر الطبيعية. كان فيتزويليام يأمل أن يؤدي اهتمام ابنه بالسفن والبحر إلى مهنة بحرية.
في الثالثة عشرة من عمره، ذكرت والدته أن جون كان يرسم بشكل جيد للغاية، وقالت: إذا استطعنا تحمل نفقة إعطائه دروسًا جيدة حقًا، فسيصبح قريبًا فنانًا صغيرًا. في الثالثة عشر، تلقى بعض دروس الرسم بالألوان المائية من كارل ويلش، رسام المناظر الطبيعية الألماني. على الرغم من أن تعليمه كان بعيدًا عن الاكتمال، نشأ سارغنت ليصبح شابًا متعلمًا وعالميًا، بارعًا في الفن والموسيقى والأدب. كان يجيد اللغة الإنجليزية والفرنسية والإيطالية والألمانية. في السابعة عشرة، وُصف سارغنت بأنه متعمد، فضولي، حازم وقوي (مثل والدته) لكنه خجول، كريم، ومتواضع (مثل والده). كان على دراية جيدة بالعديد من الأساتذة العظماء من خلال الملاحظة المباشرة، كما كتب في عام 1874: لقد تعلمت في البندقية الإعجاب بتينتوريتو بشكل كبير وأن أعتبره ربما في المرتبة الثانية بعد مايكل أنجلو وتيتيان.

## مهنته المبكرة
في عام 1879، في سن الثالثة والعشرين، رسم سارغنت صورة للمعلم كارولوس دوران؛ قوبل الجهد المبدع بموافقة الجمهور وأعلن الاتجاه الذي سيتخذه عمله الناضج. كان عرضه في صالون باريس تكريمًا لمعلمه وإعلانًا عن لجان البورتريه.
بعد مغادرة مشغل كارولوس دوران، زار سارغنت إسبانيا. هناك درس لوحات فيلاسكيز بشغف، وفي أسفاره جمع الأفكار للأعمال المستقبلية. كان مغرمًا بالموسيقى والرقص الإسباني. أعادت الرحلة أيضًا إيقاظ موهبته الخاصة في الموسيقى. استمرت الموسيقى في لعب دور رئيسي في حياته الاجتماعية أيضًا، حيث كان مرافقًا ماهرًا لكل من الموسيقيين الهواة والمحترفين. أصبح سارغنت مدافعًا قويًا عن الملحنين المعاصرين، وخاصة غابرييل فوري. قدمت الرحلات إلى إيطاليا رسومًا تخطيطية وأفكارًا للعديد من لوحات المناظر الطبيعية لشوارع البندقية، والتي التقطت بشكل فعال الإيماءات والمواقف التي وجدها مفيدة في فن البورتريه لاحقًا.
عند عودته إلى باريس، سرعان ما تلقى سارغنت عدة عروض للعمل. انطلقت مسيرته المهنية. أظهر على الفور التركيز والقدرة على التحمل اللذين مكّناه من الرسم بثبات على مدار الخمسة وعشرين عامًا القادمة. جعلت منه أخلاقه الرفيعة، والفرنسية المثالية، ومهاراته العظيمة مكانة بارزة بين رسامي البورتريه الجدد، وسرعان ما انتشرت شهرته.

## العلاقات والحياة الشخصية
كان سارغنت عازبًا طوال حياته مع وجود مجموعة واسعة من الأصدقاء بما في ذلك الرجال والنساء على حد سواء مثل أوسكار وايلد (الذي كان جاره لعدة سنوات)، والمؤلفة فيوليت باجيت، وعشيقه المحتمل ألبرت دي بيلروش. صوّره كتاب السيرة ذات مرة على أنه رزين ومتحفظ. ومع ذلك، فقد تكهّنت دراسة حديثة بأنه كان رجلًا مثليًا، إذ كرّس وقتًا كبيرًا لتقديم دراسات شخصية لذكور عراة. يعتمد هذا الرأي على تصريحات أصدقائه، والبعد العام الجذاب لصوره، والطريقة التي تتحدى أعماله مفاهيم القرن التاسع عشر للاختلاف بين الجنسين، وبعض صور الرجال العراة، بما في ذلك تلك توماس إي مكيلر، بارثولومي ماجانوسكو، أوليمبيو فوسكو، والفنان الأرستقراطي ألبرت دي بيلروش، التي جرى تعليقها في غرفة طعام تشيلسي. كان لسارغنت صداقة طويلة مع بيلروش، الذي التقى به عام 1882 وسافر معه كثيرًا. قد يلمح الرسم الباقي على نحو تأملي إلى أن سارغنت ربما استخدمه كنموذج لمدام إكس.

## حياته اللاحقة
في عام 1922 شارك سارغنت في تأسيس معارض الفنون المركزية الكبرى في مدينة نيويورك مع إدموند غريسين ووالتر لايتون كلارك وآخرين. شارك سارغنت بنشاط في معارض غراند سنترال للفنون، مدرسة غراند سنترال للفنون، حتى وفاته في عام 1925.
أقيمت المعارض التذكارية لأعمال سارغنت في بوسطن عام 1925، في متحف متروبوليتان للفنون في نيويورك وفي الأكاديمية الملكية ومعرض تيت في لندن عام 1926. نظمت معارض غراند سنترال الفنية أيضًا معرضًا بعد وفاته في عام 1928.

## روابط خارجية
- جون سنغر سارغنت على موقع الموسوعة البريطانية (الإنجليزية)
- جون سنغر سارغنت على موقع ميوزك برينز (الإنجليزية)
- جون سنغر سارغنت على موقع إن إن دي بي (الإنجليزية)
- جون سنغر سارغنت على موقع ديسكوغز (الإنجليزية)
- جون سنغر سارغنت على موقع أوليمبيديا (الإنجليزية)